# テクニカルディレクター (スポーツ)
テクニカル・ディレクター（Technical Director、略称:TD）は、役職を表す名称。

## モータースポーツ
モータースポーツにおけるテクニカル・ディレクターは、主にレーシングチームの技術部門のトップの役職を表す名称。特にF1チームでは、ほとんどのチームがテクニカル・ディレクターを置いている。業務としてはマシン製作の指揮やマシンのデザインといった技術部門の指揮が主なものだが、レース戦略の組み立てなど現場の指揮も行う事がある。
ルノーでは、シャシー部門とエンジン部門に技術部門を分け、それぞれシャシー部門担当テクニカル・ディレクターとエンジン部門担当テクニカル・ディレクターを置いている。レッドブルでは、テクニカル・ディレクターの上に最高技術責任者 チーフ・テクニカル・オフィサー（Chief Technical Officer、CTO）の役職を設け、テクニカル・ディレクターを技術部門のNo.2的なポジションとしている。

### 各F1チームのテクニカル・ディレクター
（2020年時点）
- メルセデス - ジェイムズ・アリソン[1]
- フェラーリ - ローラン・メキーズ
- レッドブル
  - チーフ・テクニカル・オフィサー - エイドリアン・ニューウェイ[2]
  - テクニカル・ディレクター - ピエール・ヴァッヘ[3]
  - エンジン・テクニカル・ディレクター - 田辺豊治（ホンダF1）
- マクラーレン - ジェームス・キー[4]
- ルノー
  - シャシー・テクニカル・ディレクター - パット・フライ[5]
  - エンジン・テクニカル・ディレクター - レミ・タフィン[6]
- アルファタウリ
  - テクニカル・ディレクター - ジョディー・エジントン[7]
  - エンジン・テクニカル・ディレクター - 田辺豊治・本橋正充（ホンダF1）
- レーシング・ポイント - アンドリュー・グリーン[8]
- アルファロメオ - ヤン・モンショー[9]
- ハース - ロブ・テイラー[10]（チーフ・デザイナー[11]）
- ウィリアムズ - パトリック・ヘッド

## サッカー
日本語で「技術委員長」とも呼ばれる。サッカーにおけるテクニカルディレクターは、チームが設定した短期・中期・長期の目標をそれぞれ達成するために必要な選手のスカウトおよび契約に関わる業務を担当する。

### テクニカルディレクター経験者
- 西野朗（日本サッカー協会）[12]
- 大熊清
- 石井肇
- 上野優作
- 佐久間悟
- 結城治男
- チキ・ベギリスタイン
- アラン・パーデュー
- アリゴ・サッキ
- エドゥアルド・セザール・ダウド・ガスパール
- ジェラール・ウリエ
- ジーコ
- スヴェン・ミスリンタット
- セフ・フェルフォーセン
- パオロ・マルディーニ
- マルコ・ペッツァイオリ
- ラルフ・ラングニック

ほか